# Goin' Back

Goin' Back (ou Going Back) est une chanson écrite par Gerry Goffin et Carole King en 1966. Celle-ci décrit la perte de l'innocence juvénile qui accompagne le passage à l'âge adulte, ainsi que les tentatives de l'auteur de la retrouver,. Le morceau, devenu un standard de la variété américaine, a été enregistré par de nombreux artistes dont Freddie Mercury (sous le pseudonyme de Larry Lurex) Dusty Springfield, Goldie Zelkowitz, The Byrds, Elkie Brooks, Blerta, Deacon Blue, Marianne Faithfull, Bill Drummond (de la KLF), Nils Lofgren, the Move, the New Seekers, the Pretenders, Diana Ross, Richard Thompson, Phil Collins et Bon Jovi, et par Carole King elle même.

## Version de Dusty Springfield
Singles de Dusty Springfield
You Don't Have to Say You Love Me
(1966) All I See Is You
(1966)
Bien que Genya Ravan (chanteuse de Goldie and the Gingerbreads (en)) ait été la première artiste à enregistrer la chanson, sa version fut retirée à la suite de désaccords avec les auteurs Goffin et King sur les paroles,. Carole King décida donc d'enregistrer Goin' Back elle-même, mais la proposa finalement à Dusty Springfield. L'artiste donna au morceau un succès international, ce qui explique que c'est cette dernière version qui est considérée comme la plus connue.
La version de Springfield de Goin' Back fut enregistrée le 15 juin 1966 aux studios Philips de Stanhope Place à Londres, avec un accompagnement musical de Peter Knight et une production de Johnny Franz. Elle est sortie en single  au Royaume-Uni le 1er juillet 1966, atteignant la dixième place dans le UK Singles Chart. Cependant le morceau ne sortit pas en single aux États-Unis,,.
Malgré le fait que Goin' Back n'ait été inclus dans aucun des albums studio de Dusty Springfield des années 1960, le titre peut être trouvé sur un certain nombre de ses compilations, y compris Greatest Hits, Goin' Back: The Very Best of Dusty Springfield, Songbooks, Complete A and B-sides: 1963–1970, Live at the BBC et la version britannique de Golden Hits.

### Classements Hebdomadaires
| classement (1966) | meilleure place |
| ----------------- | --------------- |
| Australie         | 9               |
| Nouvelle-Zélande  | 15              |
| Singapour         | 6               |
| Royaume-Uni       | 10              |

## Version de The Byrds
L'enregistrement de The Byrds de Goin' Back est sorti en single le 20 octobre 1967 et a atteint la 89e place sur le Billboard Hot 100, mais ne sera jamais inscrit dans le classement britannique,. La version a également été incluse sur l'album des Byrds de 1968, The Notorious Byrd Brothers.
Selon le critique musical Johnny Rogan, musicalement le morceau partage des similitudes avec d'autres chansons de l'album telles que Get To You ou encore Natural Harmony grâce à l'utilisation d'arrangements aux influences baroques,. Mais on peut également noter de la version de The Byrds une subtile dimension country ; un son que le groupe a ensuite exploré de façon plus approfondie sur leur album Sweetheart of the Rodeo.
La décision d'enregistrer Goin' Back a conduit à de vives tensions au sein du groupe, principalement en raison du manque d'enthousiasme du guitariste rythmique David Crosby pour la chanson. Crosby considérait en effet Goin' Back comme une chanson légère, typique du style d'écriture de Brill Building. Il était donc consterné de constater que sa propre chanson, Triad, était en concurrence directe avec Goin' Back pour une place sur l'album The Notorious Byrd Brothers. Finalement, Crosby a été licencié du groupe et Goin' Back a été inclus sur l'album et sorti en single.
Des rumeurs répandues par certaines critiques affirment que la version de Goin' Back sortie en single est issue d'une prise différente de celle présente sur l'album Notorious Byrd Brothers. Cependant, un examen des carnets de session d'enregistrement des Byrds par Rogan révèle le contraire,. Seule différence : la version single présente un mixage mono légèrement modifié, qui peut avoir été la cause de cette confusion.
En plus de la première édition, le mixage mono de Goin' Back est apparu sur la compilation de 1982 The Original Singles: 1967–1969, Volume 2, la compilation de 2002 LP The Columbia Singles '65 -' 67, et le CD destiné au marché japonais de 2012 Original Singles A's & B's 1965–1971.
De la même manière, en plus de son apparition sur l'album The Notorious Byrd Brothers la version des Byrds de Goin' Back est présente sur plusieurs compilations de Byrds, y compris The Byrds' Greatest Hits Volume II, History of The Byrds, The Original Singles: 1967–1969, Volume 2, The Byrds, The Very Best of The Byrds, There Is a Season, et la version britannique de The Best of The Byrds: Greatest Hits, Volume II. En outre, une première version alternative de Goin' Back a été incluse en tant que titre bonus dans la réédition Columbia / Legacy 1997 de leur cinquième album The Notorious Byrd Brothers.

## Version de Phil Collins
Phil Collins a aussi repris cette chanson qui donne aussi son titre à l'album Goin' Back de reprises de tites de Motown sorti en 2010, qui fut aussi son huitième et dernier disque studio. On retrouve sur cet album des chansons qui ont bercé la jeunesse de Collins[réf. souhaitée], Papa Was a Rolling Stone des Temptations, (Love Is Like a) Heat Wave du trio Holland-Dozier-Holland, Some of Your Loving de Gerry Goffin et Carole King, Blame It on the Sun et bien sûr la chanson Goin' Back qui clôt l'album.

## Autres reprises
Une version de Goin' Back a été enregistrée par Freddie Mercury en 1973, avec la complicité de Brian May qui joue les accords de guitare et de Roger Taylor, à la batterie. Le single est donc interprétée par trois des quatre membres du groupe britannique de rock Queen mais a été publié sous le nom de Larry Lurex, pseudonyme de Freddie Mercury.
Carole King sortit sa propre version de Goin' Back sur son album Writer de 1970, puis réenregistra celle-ci pour son album Pearls: Songs of Goffin and King en 1980.
Les New Seekers ont enregistré et publié une version folk rock de Goin' Back dans leur album de 1973 Now. La chanson présentait Peter Doyle en tant que chanteur soliste de cet album, son dernier avec le groupe[réf. souhaitée].
Bruce Springsteen et le E Street Band ont repris Goin' Back en concert lors d'un passage de quatre soirs au Roxy à Los Angeles du 15 au 19 octobre 1975. On peut l'entendre sur le disque du 18 octobre, qui fut publié dans le cadre de la série d'archives en direct de Springsteen le 7 décembre 2018[réf. souhaitée].